# 1992-es U18-as labdarúgó-Európa-bajnokság
Az 1992-es U18-as labdarúgó-Európa-bajnokságot Németországban rendezték 8 csapat részvételével 1992. július 20. és július 25. között. Az Európa-bajnoki címet Törökország szerezte meg, miután a döntőben aranygóllal 2–1-re legyőzte a zsinórban harmadik döntőjét elbukó Portugáliát.

## Résztvevők
A következő nyolc csapat kvalifikálta magát az Európa-bajnokságra:
| - Anglia - FÁK - Lengyelország - Magyarország | - Németország (Rendező) - Norvégia - Portugália - Törökország |

## Egyenes kieséses szakasz

### Negyeddöntők
| 1992. július 20. | Portugália | 4 – 0 | Németország | Nürnberg |
| 1992. július 20. |            |       |             | Nürnberg |

| 1992. július 20. | Törökország | 3 – 0 | Magyarország | Nördlingen |
| 1992. július 20. |             |       |              | Nördlingen |

| 1992. július 20. | Anglia | 6 – 1 | Lengyelország | Regensburg |
| 1992. július 20. |        |       |               | Regensburg |

| 1992. július 20. | FÁK | 4 – 4 (hu) (1–3 bu) | Norvégia | Haßfurt |
| 1992. július 20. |     |                     |          | Haßfurt |

### Pót selejtező (az1993-as Ifjúsági vb-re.)
| 1992. július 22. | Németország | 3 – 2 | Lengyelország | Bamberg |
| 1992. július 22. |             |       |               | Bamberg |

| 1992. július 22. | Magyarország | 1 – 3 | FÁK | Vestenbergsgreuth |
| 1992. július 22. |              |       |     | Vestenbergsgreuth |

### Elődöntők
| 1992. július 22. | Portugália | 1 – 1 (hu) (12–11 bu) | Anglia | Schweinfurt |
| 1992. július 22. |            |                       |        | Schweinfurt |

| 1992. július 22. | Norvégia | 1 – 2 | Törökország | Schwandorf |
| 1992. július 22. |          |       |             | Schwandorf |

### 3. helyért
| 1992. július 24. | Anglia | 1 – 1 (hu) (7–8 bu) | Norvégia | Amberg |
| 1992. július 24. |        |                     |          | Amberg |

### Döntő
| 1992. július 25. | Portugália | 1 – 2 aranygóllal' | Törökország | Bayreuth |
| 1992. július 25. |            |                    |             | Bayreuth |

| Az 1992-es U18-as labdarúgó-Európa-bajnokság győztese |
| ----------------------------------------------------- |
| TÖRÖKORSZÁG 1. cím                                    |

## Külső hivatkozások
- uefa.com